# マイるどミルド
マイるどミルドは、プライム所属のお笑いコンビ。共に静岡県出身。2004年結成。2017年解散。

## メンバー
平岡 修（ひらおか おさむ、1976年2月20日（49歳） - ）
- 身長177cm、体重100kg。
- 趣味は散歩、睡眠（どちらも何時間でも可能）

竹田 吉輝（たけだ よしてる、1975年7月20日（49歳） - ）
- 身長175cm、体重63kg。
- 趣味はバスケットボール、ネットオークション、ウエイトトレーニング

## 来歴･概説
- 小学校時代からの同級生同士で結成
- 同事務所のブーブートレインとのユニット「助走」としても活動。
- 結成当初はブーブートレインの織田もメンバーだった。

## 出演番組

### テレビ
- エンタの天使（日本テレビ）- 2008年11月5日（第7回） キャッチコピーは「シリアスと違和感の二重奏(ハーモニー)」
- 爆笑オンエアバトル（NHK総合）戦績0勝3敗 最高189KB
- オンバト+（NHK総合）
  - ユニット「助走」として出演。
- エンタの神様 未公開ネタ大連発SP!!（日本テレビ）- 2010年3月6日 キャッチコピーは「シリアスと違和感のハーモニー」
- お笑いTVニコニコ笑い汁（MONDO21）